# 盤渓
盤渓（ばんけい）は北海道札幌市中央区にある地名。同区内の西部に位置し、札幌市中心部からは大倉山や三角山を越えた奥に当たる。
地域は山林が大半を占めており、施設等は北西から南東に走る北海道道82号西野真駒内清田線沿いに集中している。
地名の由来は、「川下」を意味するアイヌ語「パンケ」から。

## 歴史
盤渓は古名を「盤之澤」といい、琴似と新琴似の屯田兵村が陸軍省から準備用地として借用していた地域だった。しかし1894年（明治27年）に勃発した日清戦争に屯田兵が出征したため、翌1895年（明治28年）からこの土地は製炭に活用されることになり、開拓が始まった。
1910年（明治43年）春には1か月にわたる大規模な山火事に見舞われるも、それが結果的に開拓を加速させることにつながった。
1914年（大正3年）、北東部の官林が札幌神社の所有になることによって小作農が増加。さらに1922年（大正11年）、琴似村から1000町歩の土地が払い下げられることによって自作農が発展する。
1942年（昭和17年）2月11日、町制施行により所属自治体が琴似町となる。1943年（昭和18年）の大字の編成によって、一帯が盤渓としてまとめられる。
1955年（昭和30年）3月1日、札幌市に編入される。1972年（昭和47年）の区制導入に伴って中央区の領域となるが、北部は西区小別沢として分けられる。

## 自然
- 盤渓川
- 盤渓山
- 奥盤渓山
- 砥石山
- 百松沢山（南峰）

## 施設
- 札幌市立盤渓小学校
- 札幌ばんけい
  - さっぽろばんけいスキー場
- コバヴィレッジ キャンプ村
- 盤渓神社
- 盤渓山妙福寺

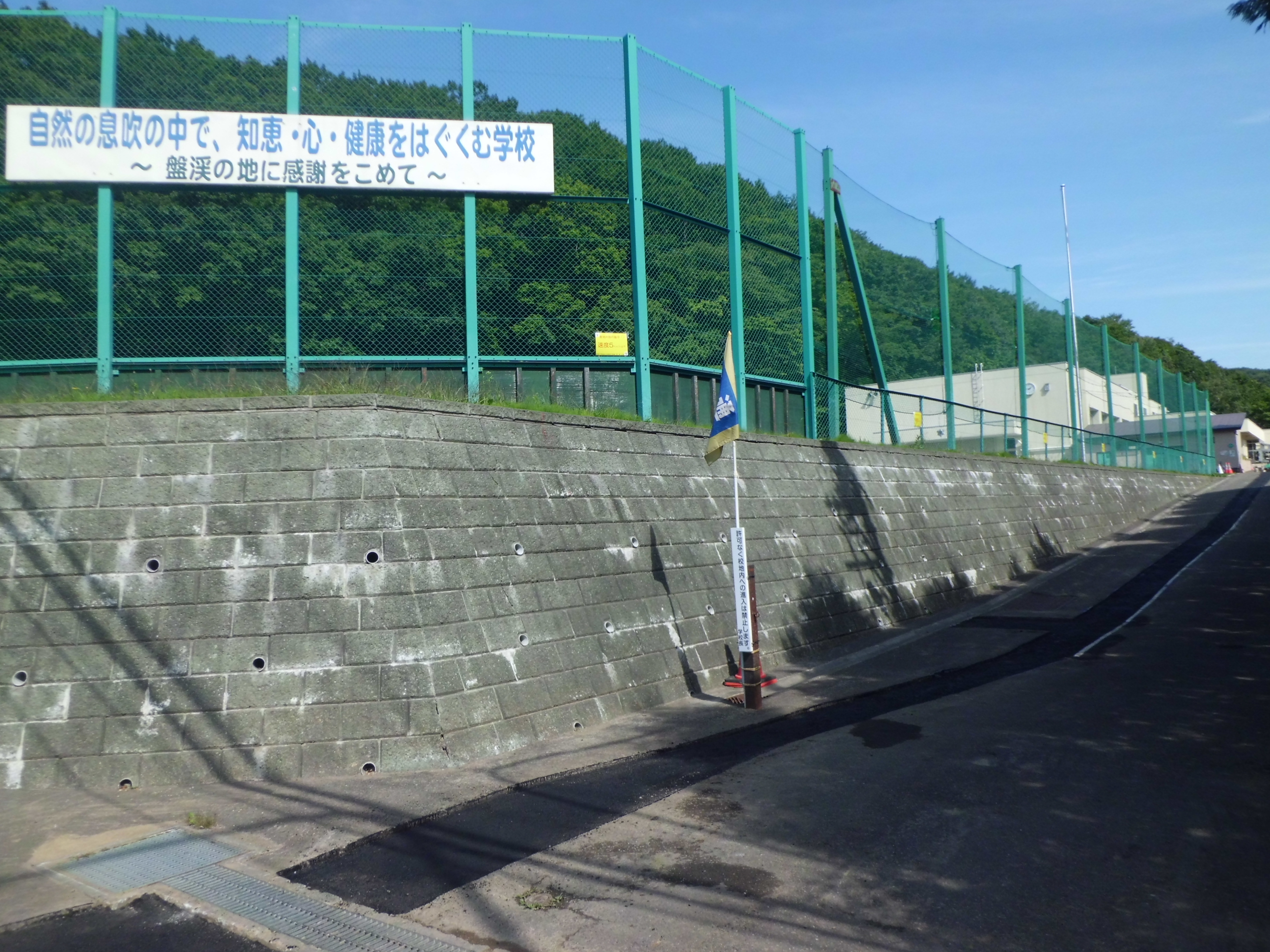
盤渓小学校
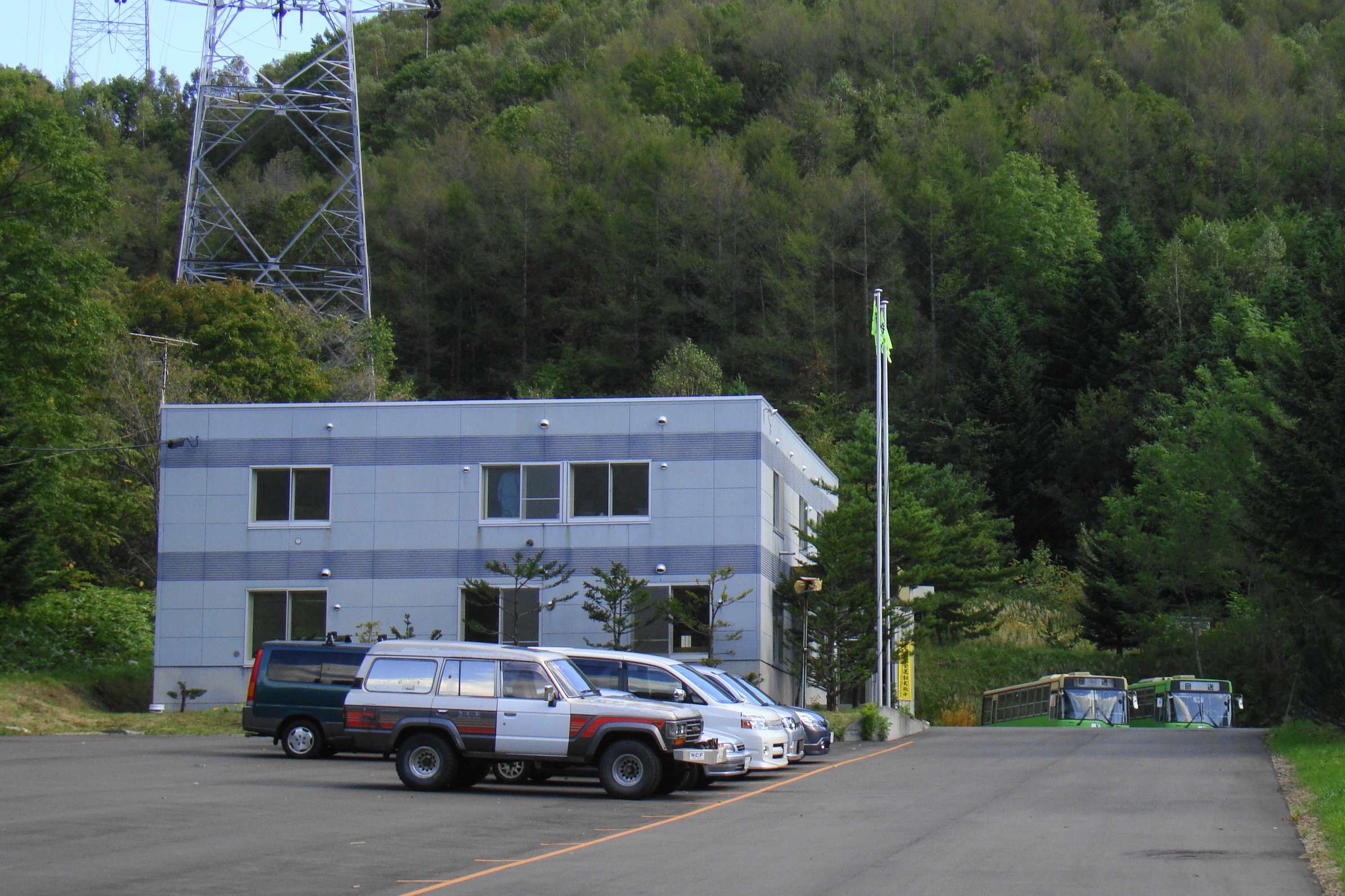
札幌ばんけい
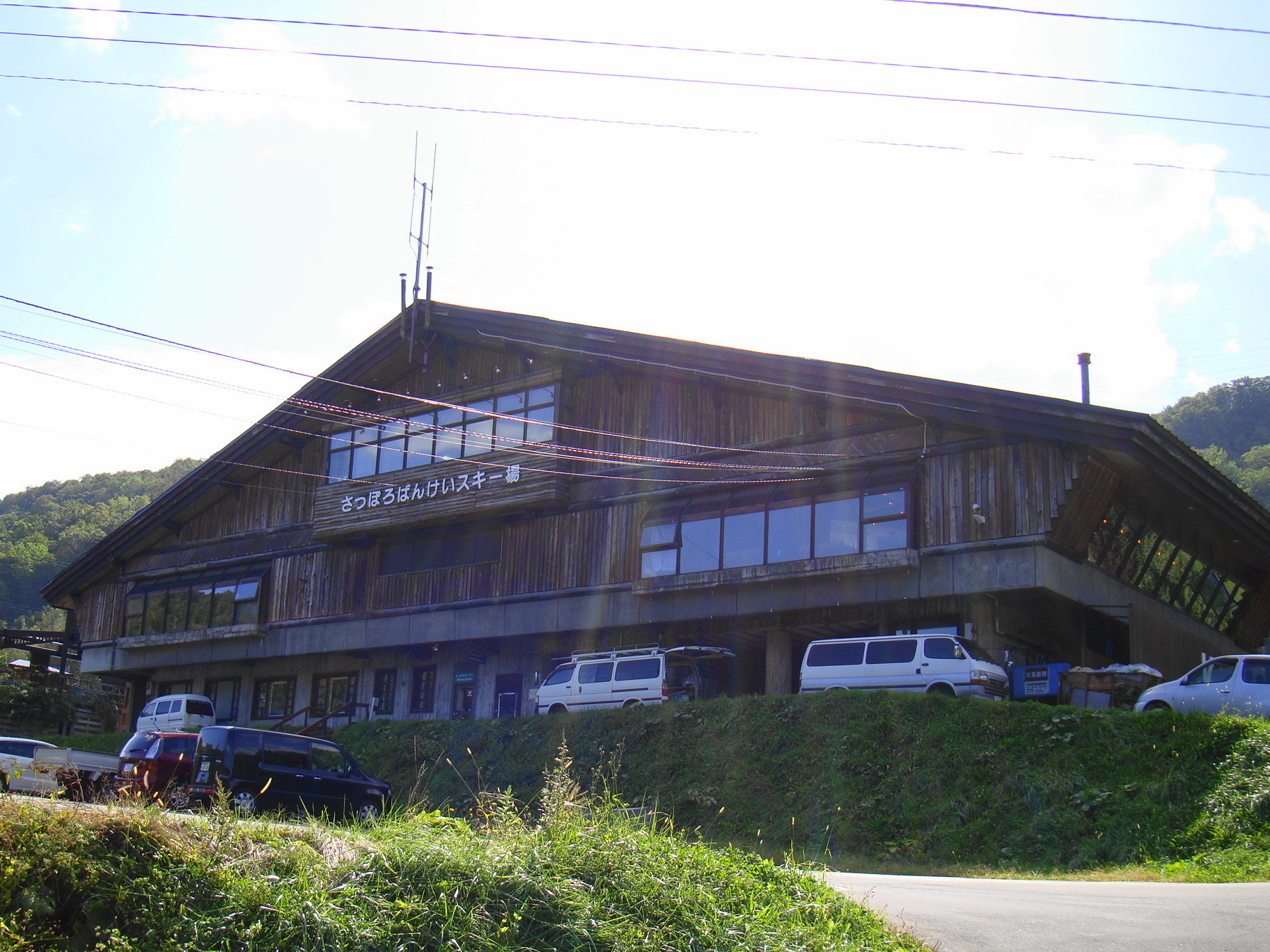
さっぽろばんけいスキー場
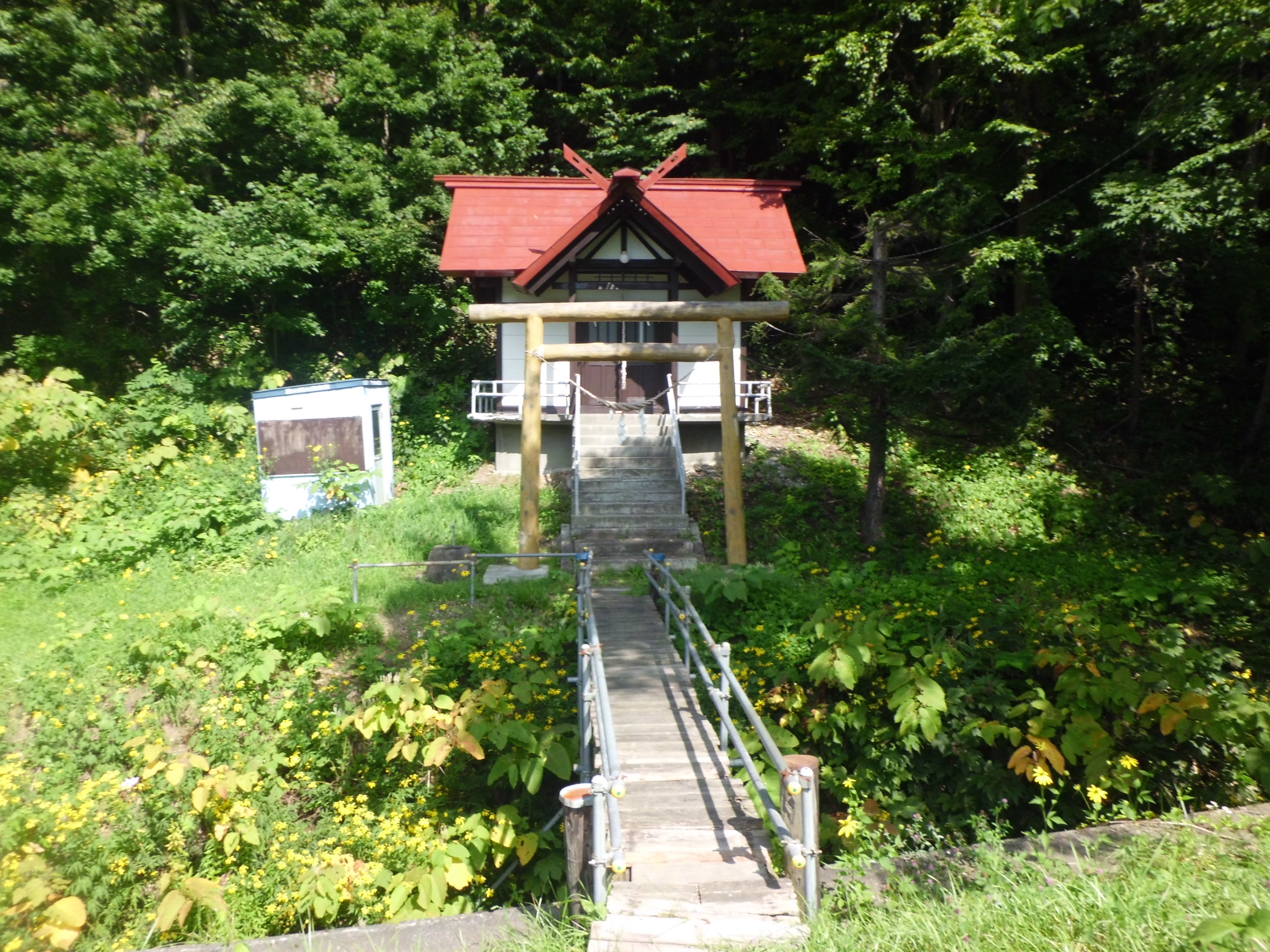
盤渓神社